# جامع زال محمود باشا
جامع زال محمود باشا (بالتركية: Zal Mahmut Paşa Camii)‏، هو مسجد عثماني قديم يقع بإسطنبول في منطقة أيوب بالقرب من مسجد السلطان أيوب. المسجد من تصميم المهندس المعماري العثماني المشهور سنان، يتميز المسجد بطرازه العثماني التقليدي المميز.
تم انشاءه من قبل زال محمود وزير السلطان سليمان القانوني وزوجته شاه سلطان ابنة السلطان سليم الثاني.